# Mindhalálig bunyós
A Mindhalálig bunyós (eredeti címe: Price of Glory) 2000-ben bemutatott amerikai sportdráma, amelyet Carlos Avila rendezett. A főszerepben Jimmy Smits látható.
2000. március 23-án mutatták be az Amerikai Egyesült Államokban. Magyarországon nem került mozikba, a televízióban sugározták, elsőként 2006. december 5-én.

## Történet
Arturo Ortegának komoly elképzelései vannak a profi ökölvívás terén. Habár tehetsége van a sporthoz, karrierje rövidre zárul. Arturo így három fiát tanítja meg a boksz csínjára-bínjára.
A három fiú elkezd versenyezni a ringben, Arturo lesz a menedzserük és edzőjük. Johnny gyorsan olyan ígéretesnek bizonyul, hogy megkörnyékezik a menedzserek, akik bajnokot akarnak belőle csinálni. Arturo másik fiát, Sonnyt, sikerül elcsábítaniuk, amivel a fiú magára haragítja két másik testvérét.

## Szereplők
| Szerep        | Színész             | Magyar hang       |
| ------------- | ------------------- | ----------------- |
| Arturo Ortega | Jimmy Smits         | Haás Vander Péter |
| Rita Ortega   | Maria del Mar       |                   |
| Sonny Ortega  | Jon Seda            |                   |
| Jimmy Ortega  | Clifton Collins Jr. |                   |
| Johnny Ortega | Ernesto Hernández   |                   |
| Nick Everson  | Ron Perlman         | Sörös Sándor      |
| Davey Lane    | Louis Mandylor      |                   |
| Hector Salmon | Sal Lopez           |                   |
| Mariella Cruz | Danielle Camastra   |                   |
| Pepe          | Paul Rodriguez      | Besenczi Árpád    |

## Fogadtatás

### Kritikai visszhang
A filmet negatív kritikákat kapott. A Rotten Tomatoeson 33%-os minősítést ért el 60 értékelés alapján, az összefoglaló szerint: „A gyenge forgatókönyv és a kiszámítható történet aláássa a film intenzitását.” Lawrence Van Gelder a New York Timestól azt írta: „A nem különösebben jól játszott film túl sokáig tart, egyszerre bizonyul kiszámíthatónak, mint sportfilm és nem meggyőzőnek, mint családi dráma.” Mick LaSalle a San Francisco Chronicle-től úgy vélte: „Tartós érdeklődést kelt, és ami a legfontosabb, Smits intenzitásának ereje, amit nem lehet vitatni.” Roger Ebert szerint „ami furcsa, hogy a film nem építkezik semmi felé, mert hiába virágzik a bokszkarrier, Arturo karaktere mindent lehúz.”
A MetaCritic 32 pontot ért el a 100-ból 25 vélemény alapján. Owen Gleiberman az Entertainment Weeklytől azt írta: „A film, bár szívből jövő és élénken fényképezett, túl sok sablonos műfaji fordulatot vesz.” Michael Wilmington (Chicago Tribune) szerint „elég jó film, erőteljes alakításokkal.” Jay Carr a Boston Globe-tól azt írta: „Addig botladozik a saját ügyetlenségében, amíg fel nem bukik.”

### Bevételi adatok
A Box Office Mojo szerint a produkció veszteséges volt. A 18 millió dolláros költségvetésre csupán 3,5 millió dolláros bevétel érkezett.